# 산과

산부인과의 분만대.

산과학(영어: obstetrics) 또는 산과(産科)는 임신과 분만을 다루는 의학 분야이다. 부인과와 함께 산부인과를 구성한다.

## 같이 보기
- 산부인과
- 여성의학과
- 조산사